# Atemptat de l'Estació de Bolonya
L'atemptat de l'Estació de Bolonya (conegut en italià com la Strage di Bologna) ha estat un dels actes terroristes més greus que ha patit Itàlia després de la Segona Guerra Mundial. La massacre va tenir lloc un dissabte, el 2 d'agost del 1980.
A les 10.25, a la sala d'espera de l'Estació Central de ferrocarrils de Bolonya, va explotar una bomba de rellotgeria dipositada en una maleta abandonada que va causar la mort a 85 persones i en va ferir 200 més. Per a la ciutat de Bolonya i per a tot Itàlia fou una dramàtica presa de consciència de la recrudescència del terrorisme.
La detonació de l'artefacte (producte d'una barreja de TNT i ciclonita) es va sentir en un radi de molts quilòmetres i va destruir gran part de l'estació, on va tocar de ple el comboi Ancona-Chiasso, aturat a la via 1.
Aquell dia l'estació era plena de turistes i de persones que se n'anaven de vacances o bé en tornaven. La ciutat, que no s'ho podia esperar de cap manera, tot i no estar preparada per a un esdeveniment similar va reaccionar amb promptitud i eficiència, i com que les ambulàncies no donaven l'abast a transportar els ferits als hospitals es van fer servir també autobusos i taxis.

## Relació de les víctimes de l'atemptat

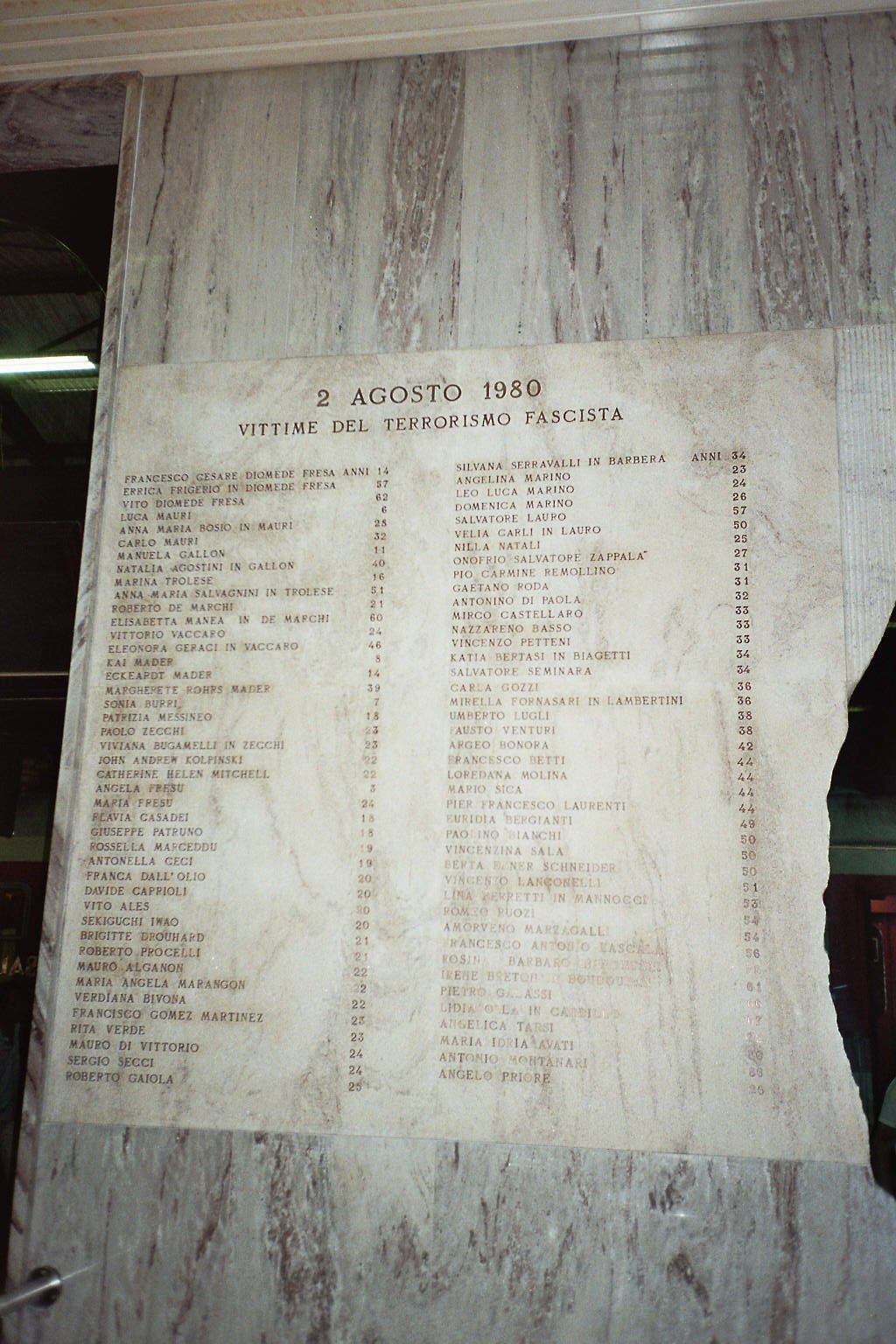
Placa commemorativa de les víctimes de l'atemptat

(després del nom figura l'edat de les víctimes en el moment de la mort)
| - Antonella Ceci, 19 - Angela Marino, 23 - Leo Luca Marino, 24 - Domenica Marino, 26 - Errica Frigerio, 57 - Vito Diomede Fresa, 62 - Cesare Francesco Diomede Fresa, 14 - Anna Maria Bosio, 28 - Carlo Mauri, 32 - Luca Mauri, 6 - Eckhardt Mader, 14 - Margret Rohrs, 39 - Kai Mader, 8 - Sonia Burri, 7 - Patrizia Messineo, 18 - Silvana Serravalli, 34 - Manuela Gallon, 11 - Natalia Agostini, 40 - Marina Antonella Trolese, 16 - Anna Maria Salvagnini, 51 - Roberto De Marchi, 21 - Elisabetta Manea, 60 - Eleonora Geraci, 46 - Vittorio Vaccaro, 24 - Velia Carli, 50 - Salvatore Lauro, 57 - Paolo Zecchi, 23 - Viviana Bugamelli, 23 - Catherine Helen Mitchell, 22 - John Andrew Kolpinski, 22 - Angela Fresu, 3 - Maria Fresu, 24 - Loredana Molina, 44 - Angelica Tarsi, 72 - Katia Bertasi, 34 - Mirella Fornasari, 36 - Euridia Bergianti, 49 - Nilla Natali, 25 - Franca Dall'Olio, 20 - Rita Verde, 23 - Flavia Casadei, 18 - Giuseppe Patruno, 18 - Rossella Marceddu, 19 | - Davide Caprioli, 20 - Vito Ales, 20 - Iwao Sekiguchi, 20 - Brigitte Drouhard, 21 - Roberto Procelli, 21 - Mauro Alganon, 22 - Maria Angela Marangon, 22 - Verdiana Bivona, 22 - Francisco Gómez Martínez, 23 - Mauro Di Vittorio, 24 - Sergio Secci, 24 - Roberto Gaiola, 25 - Angelo Priore, 26 - Onofrio Zappalà, 27 - Pio Carmine Remollino, 31 - Gaetano Roda, 31 - Antonino Di Paola, 32 - Mirco Castellaro, 33 - Nazzareno Basso, 33 - Vincenzo Petteni, 34 - Salvatore Seminara, 34 - Carla Gozzi, 36 - Umberto Lugli, 38 - Fausto Venturi, 38 - Argeo Bonora, 42 - Francesco Betti, 44 - Mario Sica, 44 - Pier Francesco Laurenti, 44 - Paolino Bianchi, 50 - Vincenzina Sala, 50 - Berta Ebner, 50 - Vincenzo Lanconelli, 51 - Lina Ferretti, 53 - Romeo Ruozi, 54 - Amorveno Marzagalli, 54 - Antonio Francesco Lascala, 56 - Rosina Barbaro, 58 - Irene Breton, 61 - Pietro Galassi, 66 - Lidia Olla, 67 - Maria Idria Avati, 80 - Antonio Montanari, 86 |

## La investigació judicial

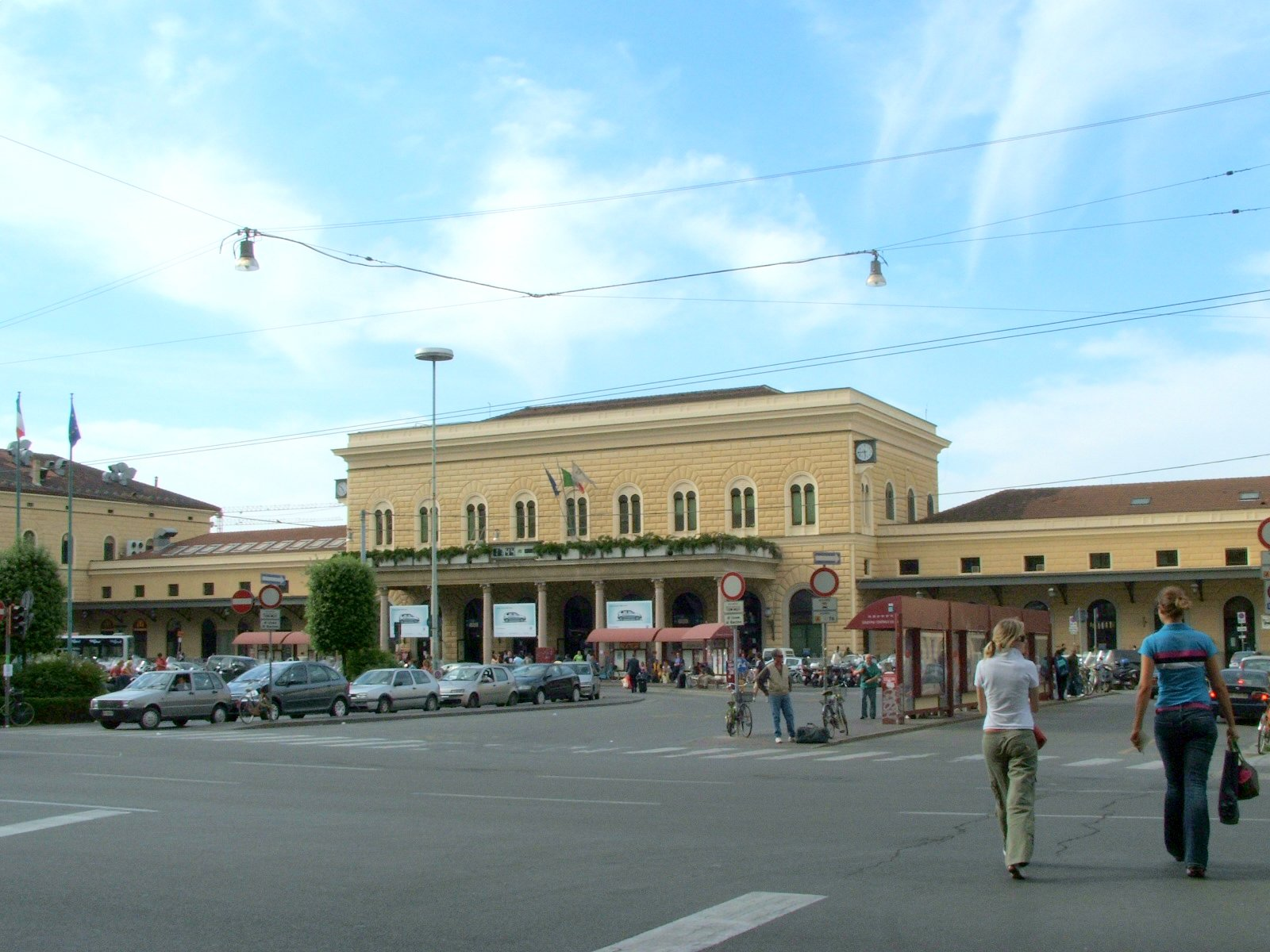
L'Estació Central de Bolonya el maig del 2006

Tot just després de l'atemptat, el govern de Francesco Cossiga i la policia van atribuir l'explosió a causes fortuïtes i més endavant van imputar la massacre a les Brigades Roges.
En realitat, es tractava d'una falsa línia d'investigació que de seguida es va fer evident i que en els anys successius va causar moltes polèmiques i originà l'aparició de teories conspiratives relacionades amb l'anomenada estratègia de la tensió.
Lentament i a empentes i rodolons, després d'una complicada investigació judicial amb importants interferències polítiques, i gràcies a l'actuació civil endegada per l'Associació dels familiars de les víctimes de l'atemptat de l'Estació de Bolonya del 2 d'agost del 1980, es va dictar la sentència definitiva de cassació el 23 de novembre del 1995: foren condemnats a cadena perpètua, com a autors materials de l'atemptat, els terroristes neofeixistes Valerio Fioravanti i Francesca Mambro (que sempre se'n van declarar innocents), mentre que l'excap de la lògia P2 Licio Gelli, l'exagent del SISMI (Servei d'Informació i de Seguretat Militar) Francesco Pazienza i els oficials del servei secret militar Pietro Musumeci i Giuseppe Belmonte foren condemnats com a responsables de la falsa línia d'investigació sobre l'atemptat.
El 9 de juny de l'any 2000 l'Audiència de Bolonya va emetre noves condemnes per la falsa línia d'investigació: nou anys de reclusió per a Massimo Carminati, extremista de dreta, i quatre anys i mig per a Federigo Mannucci Benincasa, exdirector del SISMI de Florència, i Ivano Bongiovanni, delinqüent comú.
Els inductors principals de la massacre no han estat descoberts.
A la placa commemorativa que hi ha a l'estació de Bolonya figura la llista de les anomenades "víctimes del terrorisme feixista".

## Cinema i literatura
L'atemptat de Bolonya forma part de l'imaginari col·lectiu italià i com a tal ha estat evocat en un bon nombre d'obres cinematogràfiques i literàries. El curtmetratge de Massimo Martelli Per non dimenticare ("Per no oblidar", 1992) mostra la vida de diverses persones (interpretades per actors famosos com Giuseppe Cederna, Massimo Dapporto, Giuliana De Sio, etc.) durant l'hora immediatament anterior a la massacre. El documental Iltrentasette ("El Trenta-set") de Roberto Greco (2005) conté els testimonis de diverses persones que van prendre part a les tasques de socors.
La massacre de Bolonya també ha estat recordada en la novel·la de Giancarlo De Cataldo Romanzo criminale ("Novel·la criminal") i, per tant, mostrada en la pel·lícula homònima de Michele Placido (2005).
El tràgic esdeveniment fou recordat també en el film Da zero a dieci ("De zero a deu") de Luciano Ligabue (2002), en el qual Libero, un dels quatre protagonistes, revela que un amic seu ha perdut la vida arran de l'explosió a l'estació de Bolonya.

## Curiositats

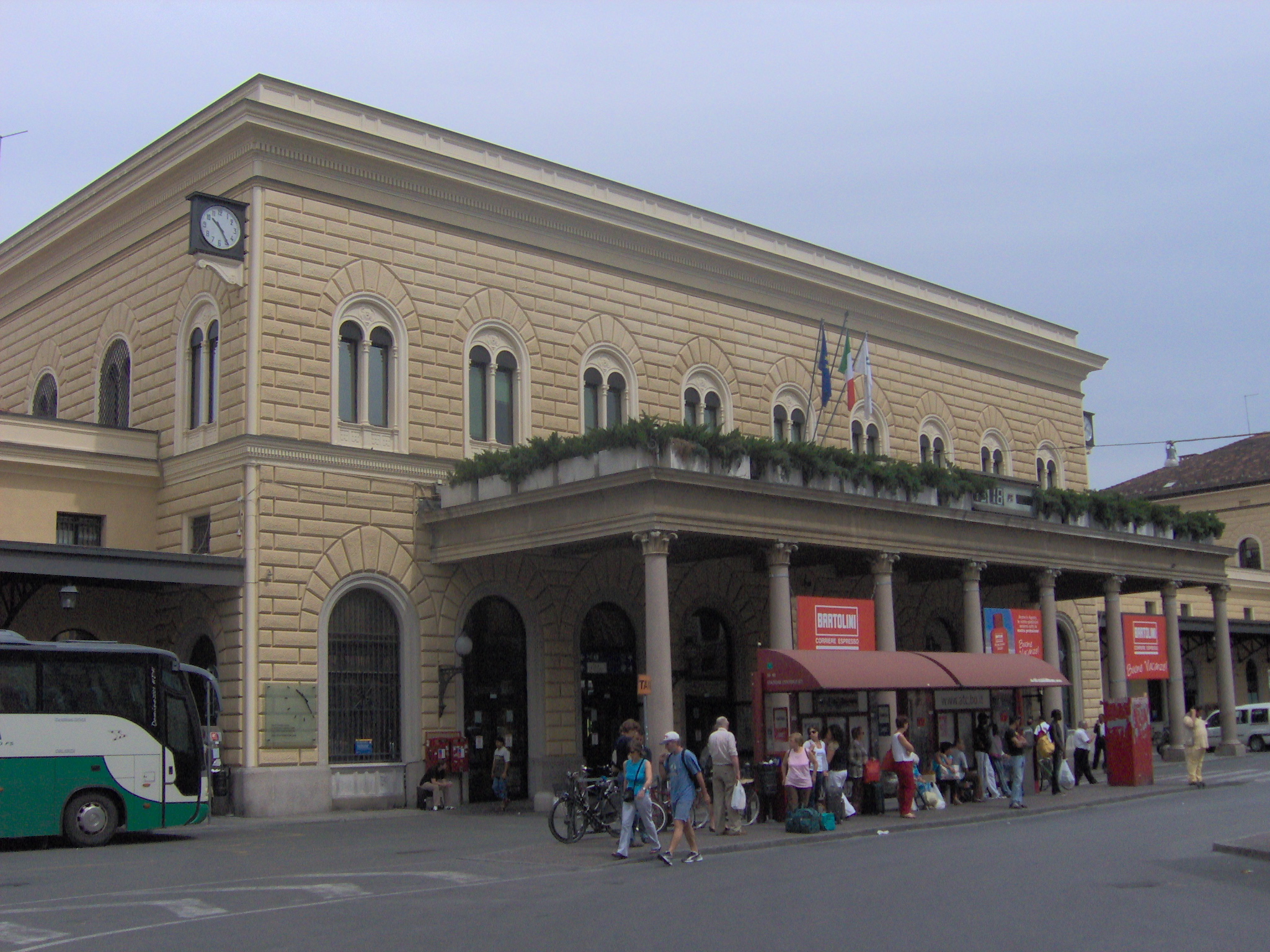
L'Estació Central de Bolonya l'agost del 2006

El 2 d'agost ha passat a ser la diada en memòria de tots els atemptats, i la ciutat de Bolonya, juntament amb l'Associació dels familiars de les víctimes de l'atemptat de l'Estació de Bolonya del 2 d'agost del 1980, organitzen cada any un concurs internacional de composició musical amb un concert a la plaça Major.
Per recordar la massacre, la reconstrucció de l'estació va preveure de mantenir el forat a la paret causat per l'explosió a la sala d'espera: a més a més del forat, clarament visible, també s'ha conservat part de la pavimentació original. D'altra banda, el sector reconstruït de l'estació presenta l'acabament exterior llis i no "encoixinat" com la resta de la façana, perquè es pugui reconèixer immediatament i sigui més visible. També s'ha conservat intacte un dels rellotges que donen a la plaça del davant de l'estació, que es va aturar a les 10.25, hora en què roman per sempre més (es pot veure a la fotografia del costat, a l'esquerra de la façana).